# Même les anges
Même les anges è un singolo della cantante canadese Audrey de Montigny, pubblicato il 4 novembre 2003 su etichetta discografica BMG Canada come primo estratto dall'album Audrey.

## Tracce
1. Même les anges – 3:01 (testo: Diane Cadieux – musica: Tino Izzo)
2. Reflection – 3:36 (testo: David Zippel – musica: Matthew Wilder)